# 総持寺 (知立市)
総持寺（そうじじ）は、愛知県知立市西町新川48にある天台寺門宗の寺院。本尊は流汗不動明王。知立神社の別当寺。三河新四国八十八ヶ所霊場第1番札所。旧称は玉泉坊。
古くから流汗不動明王が崇敬の対象となっており、毎月旧暦20日・旧暦21日には遠方からもバスによる団体参拝が行われている。天台寺門宗の東海寺門会の支部長も務めており、天台寺門宗の各寺から訪れる者が多い。

## 歴史

### 創建
寺伝によると、嘉祥3年（850年）には知鯉鮒明神に神宮寺が創建された。この神宮寺は中世の兵乱によって荒廃した。

### 近世
元和2年（1616年）、知鯉鮒明神の神主である永見貞久は刈谷城主の水野忠清に対して、神宮寺として玉泉坊を創建する申し立てを行った。承応2年（1653年）、玉泉坊は総持寺に改称し、一般には上寺と呼ばれた。

### 近代・現代
1872年（明治5年）の神仏分離令によって、総持寺の神山亮円住職は知立神社の神官となり、無住となったことで廃寺となった。地元で再興を期待する動きがあったことから、1927年（昭和2年）に知立神社の西側に再興された。
1963年（昭和38年）には中村鍵寿が天台寺門宗の管長に就任したが、任期途中の1965年（昭和40年）に死去した。中村鍵寿は1896年（明治29年）に生まれ、早稲田大学本科を卒業後に総持寺住職や宗務部長を務めた人物である。1978年（昭和53年）には総持寺本堂が再建された。

## 境内
- 本堂
- 開山堂
- 愛染堂
- 地蔵堂
- 山門 - 竜宮門。
- 裏門 - 唐門。
- 白寿観音

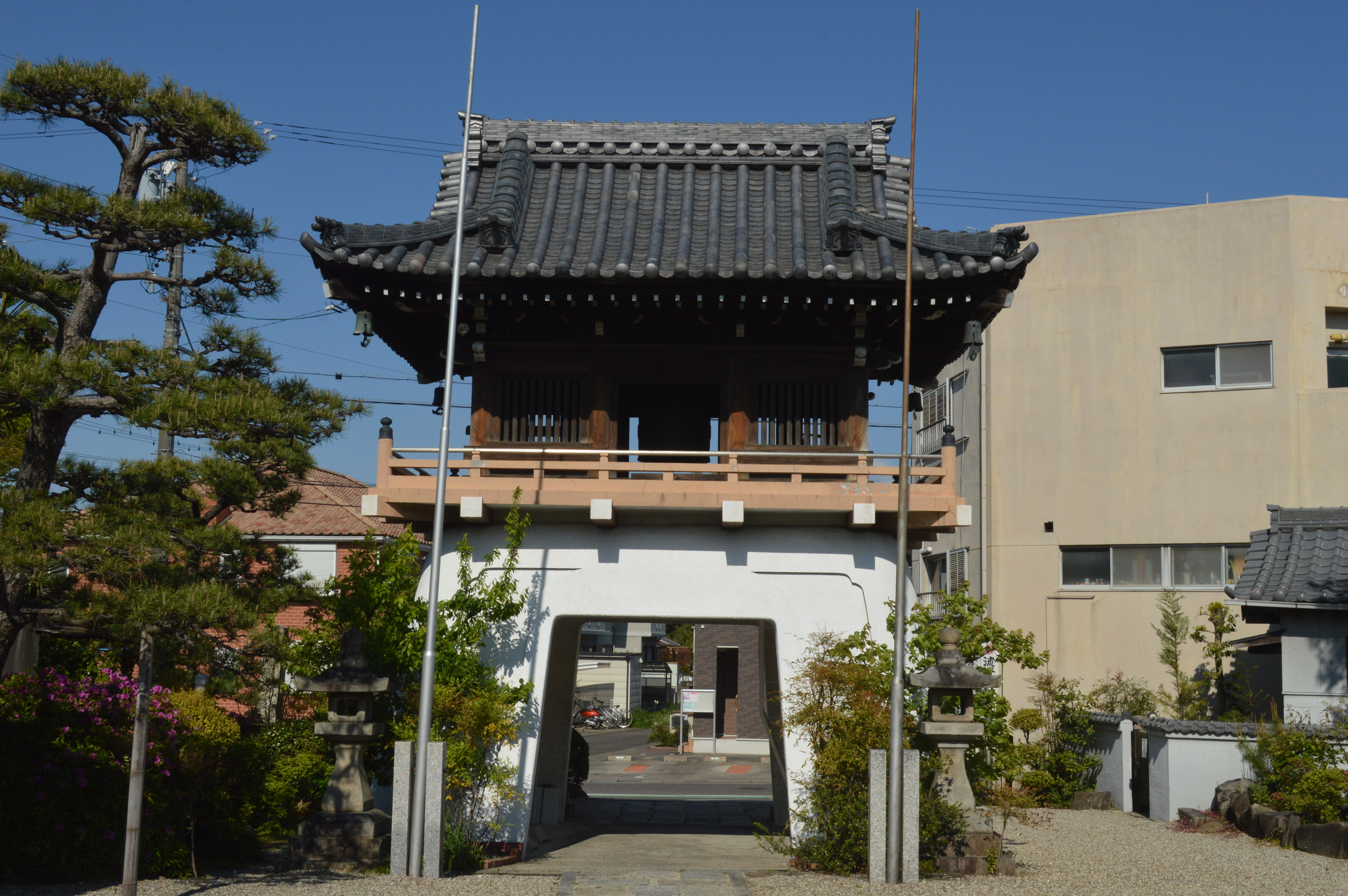
山門

- 石碑「於萬之方誕生地」 - 徳川家康の側室であり結城秀康の生母である於万の方（長勝院）の石碑。知鯉鮒明神の神官の娘として生まれた。

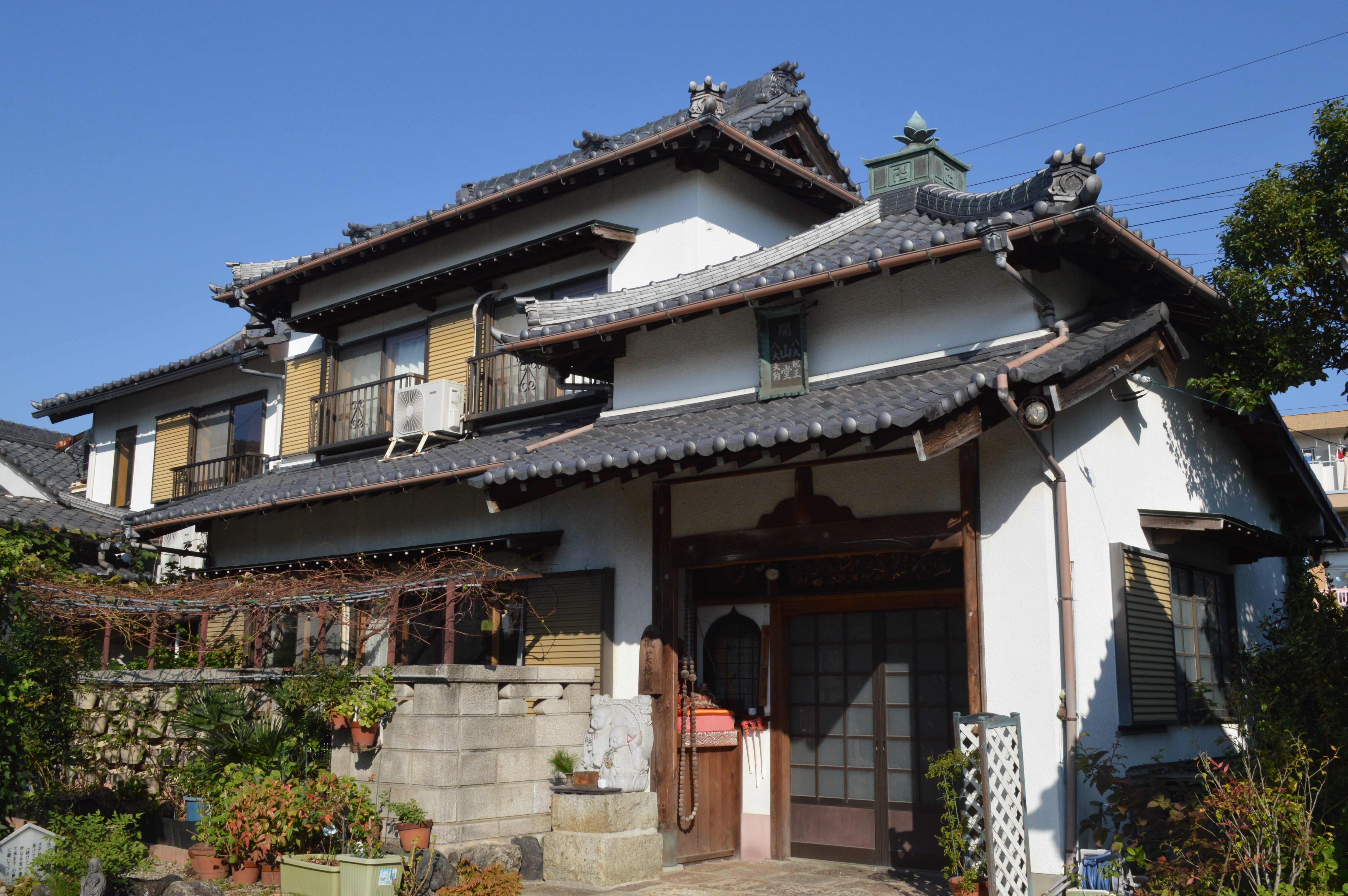
開山堂
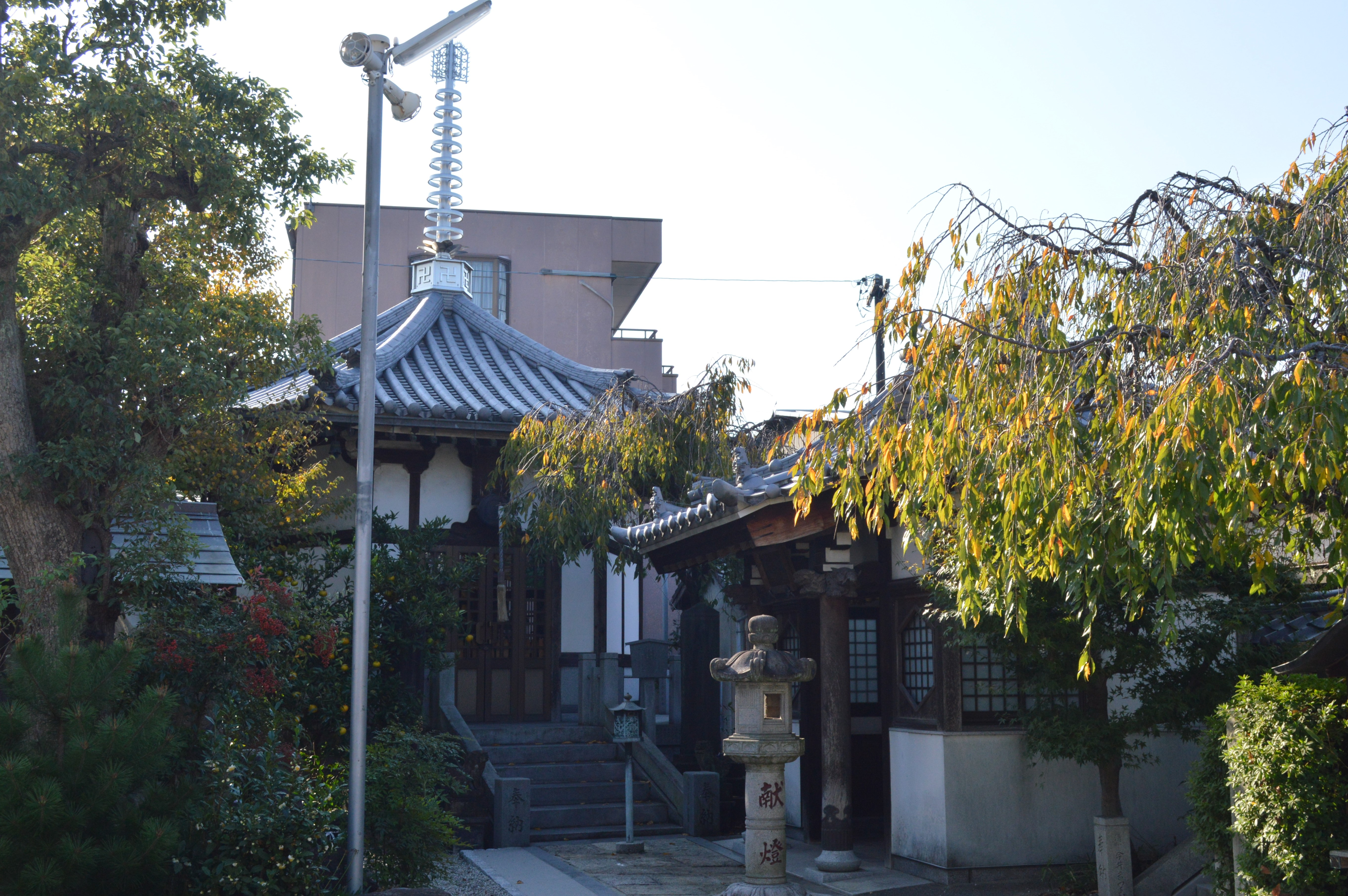
愛染堂（左）と地蔵堂
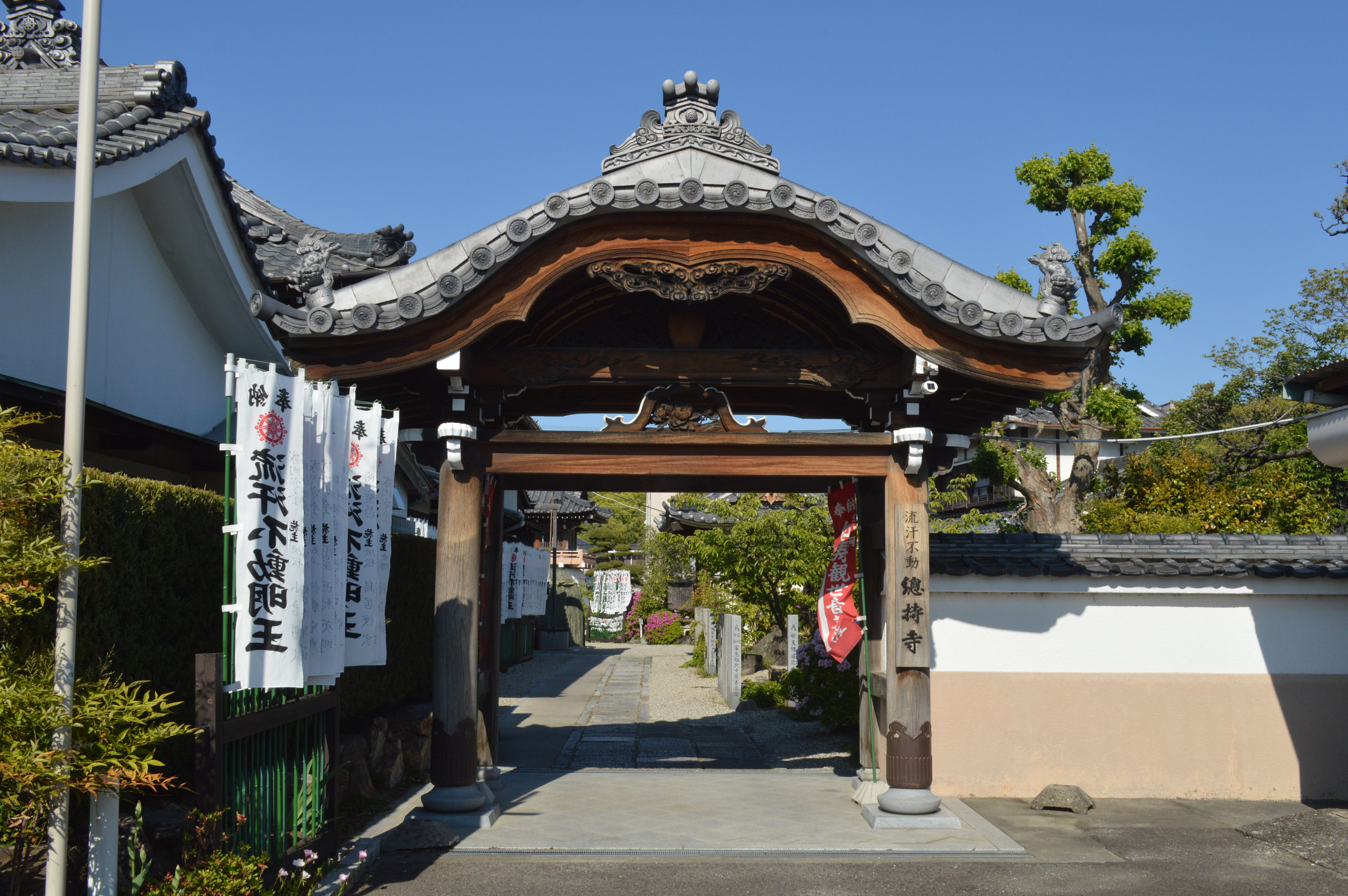
裏門
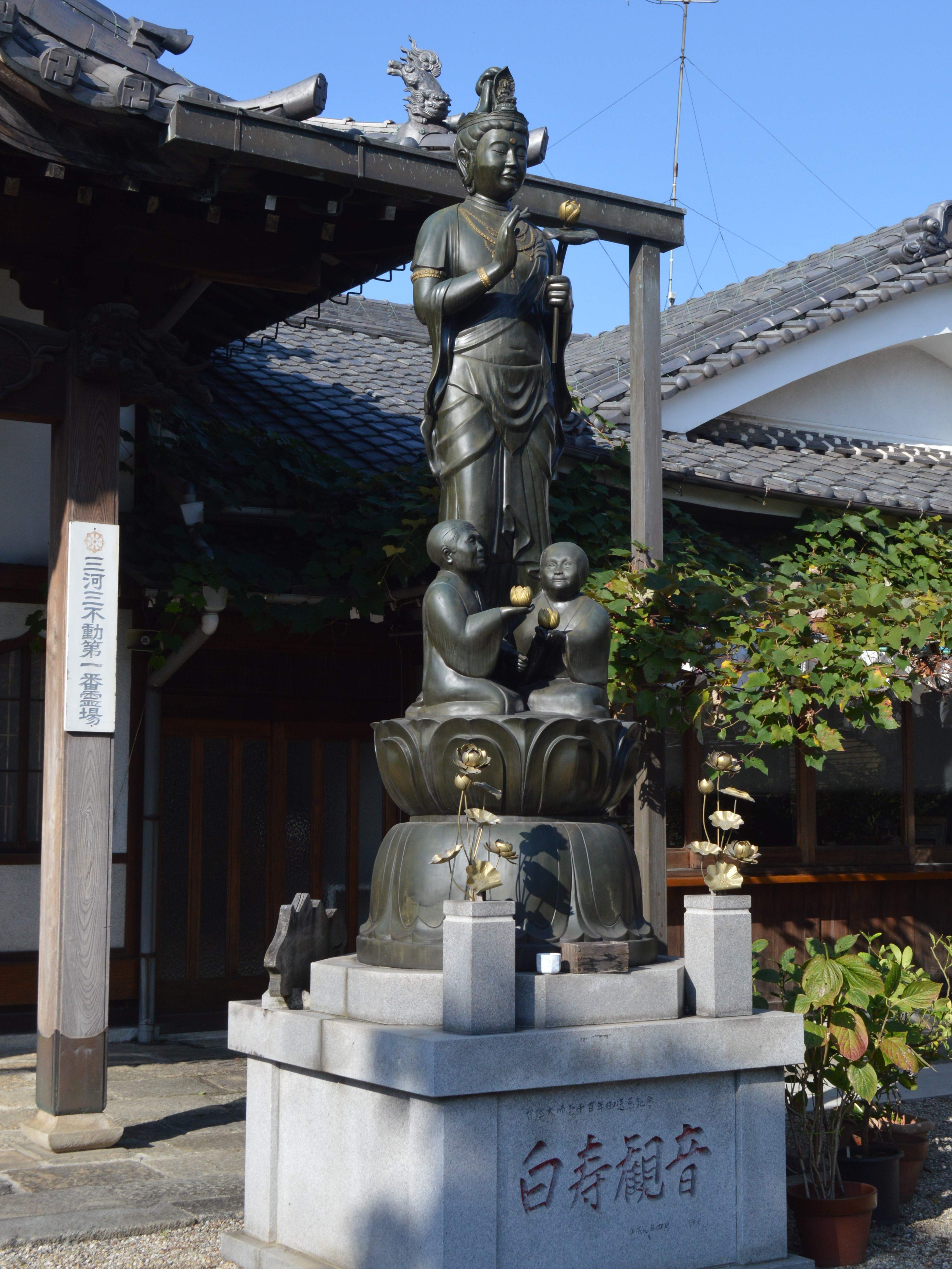
白寿観音
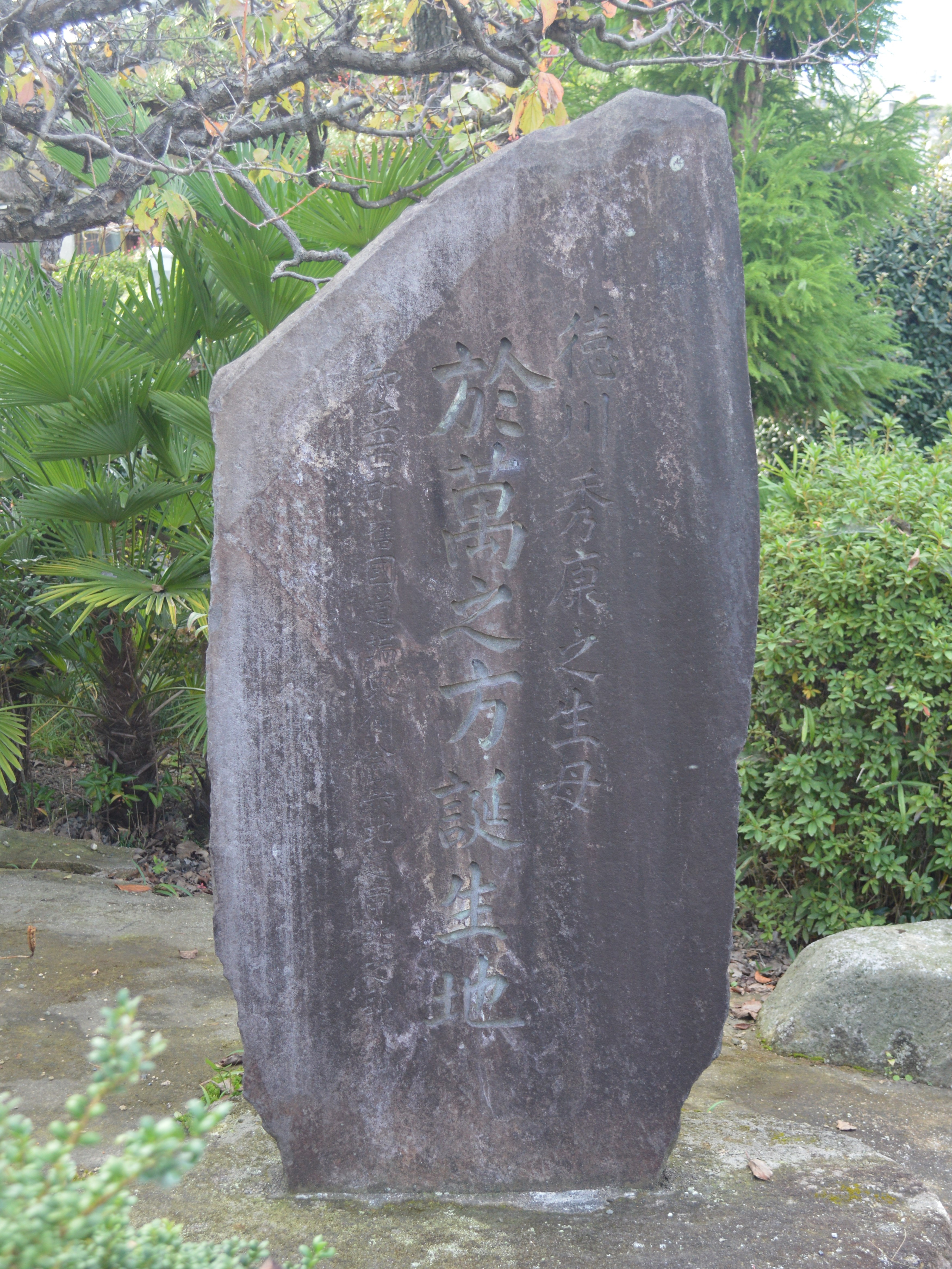
「於萬之方誕生地」

### 総持寺跡大イチョウ
1965年（昭和40年）1月1日には旧寺地の「総持寺跡大イチョウ」が知立町指定天然記念物（後に知立市指定天然記念物）に指定された。高さ12メートル、目通り3.57メートル、樹齢約200年。

## 札所
総持寺は三河新四国八十八ヶ所霊場第1番札所である。かつて弘法大師の命日（毎月旧暦21日）には、名鉄名古屋本線一ツ木駅で下車して、三河三弘法第2番の西福寺、三河三弘法第3番の密蔵院、三河新四国第1番の総持寺、知立神社、三河三弘法第1番の遍照院と巡拝する信徒が多かった。

## 現地情報
交通アクセス
- 名鉄名古屋本線・三河線知立駅から徒歩11分[15]